# Lanfranc
Pour les articles homonymes, voir Lanfranc (homonymie).
Lanfranc du Bec (Lanfranchi en latin selon les textes mediévaux des abbayes normandes), également appelé Lanfranc de Cantorbéry ou Lanfranc de Pavie, né vers 1010 dans la région de Pavie (Italie) et décédé le 28 mai 1089 à Cantorbéry (Angleterre), est un moine bénédictin, érudit, écolâtre et prieur du Bec en Normandie. Nommé archevêque de Cantorbéry en 1070, il y fait œuvre de réformateur de l'Église d'Angleterre. Considéré comme bienheureux par l'Église catholique, il est liturgiquement commémoré le 28 mai.

## Biographie

### Début de carrière
Lanfranc naît à Pavie vers 1010, d'Aribald et Roza. Il a deux neveux : Paul, abbé de St-Albans (1077-1093), et Lanfranc, abbé de Saint-Wandrille (1089-1091).
Après des études dans le Nord de l'Italie, en particulier de droit canonique, il quitte sa patrie pour la France vers 1030. En 1039, il est à Avranches où il est professeur et vers 1042, il se fait moine à l'abbaye Notre-Dame du Bec, en Normandie, fondée par Herluin. Il est le prieur de l'abbaye de 1045 à 1063.
Il est envoyé par Herluin avec trois moines pour restaurer la discipline monastique à l'abbaye de Saint-Évroult, mais il rentre au Bec avant 1049, reconnaissant son échec. Il reçoit la visite début 1061 de Mainier, prieur de Saint-Évroult venu le consulter à propos de l'élection du futur abbé. Il conseille au duc Guillaume avec Anfroi, abbé de Saint-Pierre de Préaux, d'envoyer Osberne, prieur de l'abbaye Notre-Dame de Cormeilles pour diriger cette abbaye.

### Le théologien et la controverse avec Bérenger de Tours
Comme prieur, il ouvre l'école abbatiale du Bec en 1059 dont il est l'écolâtre. Il y enseigne les arts libéraux. L'école acquiert rapidement une brillante réputation et attire des élèves comme Yves de Chartres, le futur pape Alexandre II et Anselme de Cantorbéry. Parallèlement, il se consacre à l'exégèse biblique et à l'édition des textes des Pères de l'Église. Il compose des commentaires sur le Livre des Psaumes, la Cité de Dieu d'Augustin d'Hippone et les Morales de Job de Grégoire le Grand.
En 1049, Lanfranc prend également part à une controverse eucharistique qui l'oppose à Bérenger de Tours. Celui-ci soutient que, dans le pain eucharistique, la présence du Christ est purement symbolique. Lui-même est partisan de ce qui deviendra (au concile de Trente) la doctrine de la transsubstantiation. Il est l'un des premiers à recourir aux catégories aristotéliciennes pour distinguer l’apparence (species) du pain et du vin de leur essence ou substance, qui selon lui est changée lors de la consécration. En 1050, il assiste au concile de Rome et au concile de Vercelli, qui voit la condamnation de Bérenger. Il rencontre Bérenger à la fin de l'année à la cour tenue à Brionne. Il est également présent au concile de Tours en 1055, où il continue à croiser le fer avec Bérenger. En 1059, la « présence réelle » est adoptée par l'Église catholique lors d'un autre concile tenu à Rome. Bérenger est de nouveau condamné et doit lire une rétractation. Vers 1063, Lanfranc rédige le De corpore et sanguine Domini en réponse au Scripta contra synodum de Bérenger, rétractation de sa rétractation de Rome.

### Abbé de Saint-Étienne de Caen

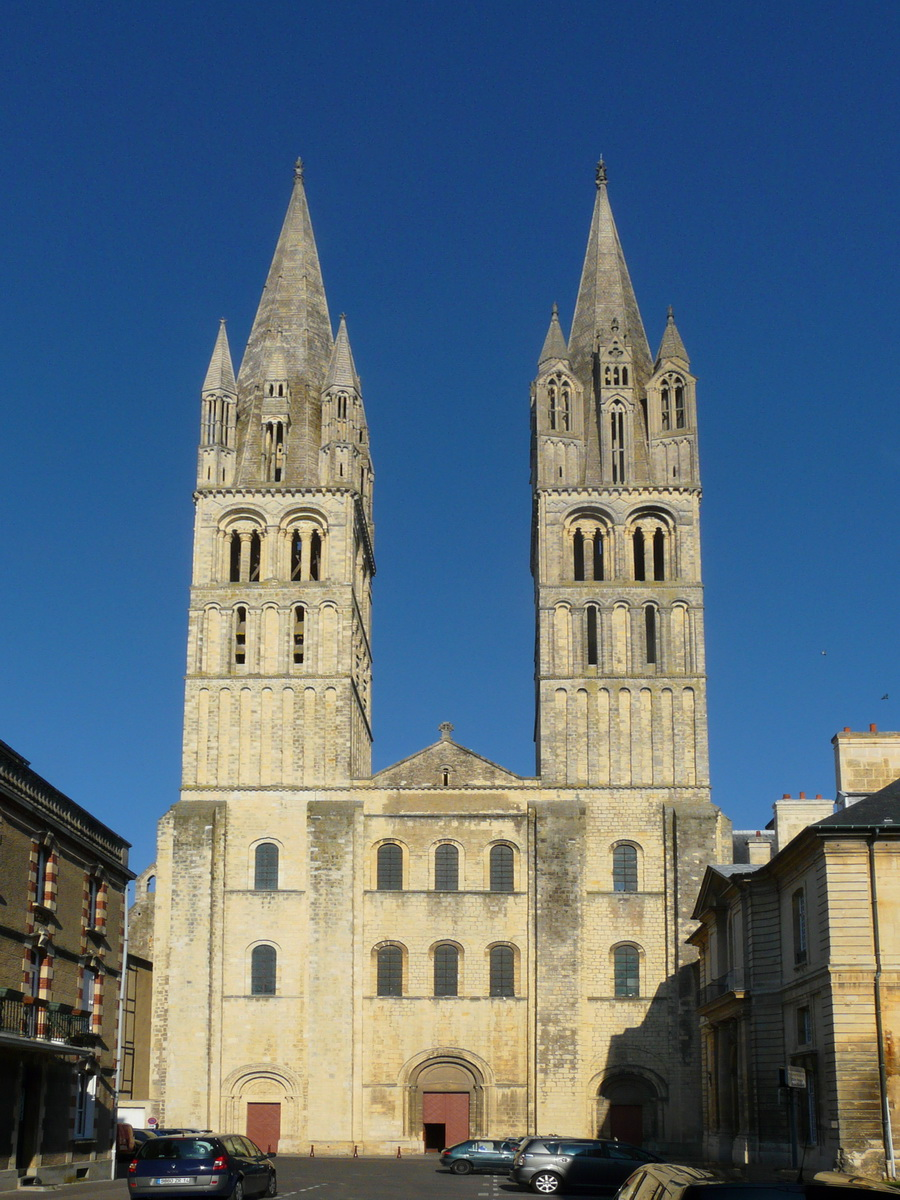
Façade romane de Saint-Étienne de Caen.

En 1063, Lanfranc est désigné par le duc Guillaume, futur Guillaume le Conquérant, pour devenir le premier abbé de Saint-Étienne de Caen, abbaye créée sur l'initiative du duc, qui entend faire de Caen un second centre du pouvoir en Normandie. Il fait construire la nouvelle abbaye et constitue le temporel. Il y crée comme au Bec une école monastique. Il apporte avec lui les coutumes qu'il avait rédigées au Bec avec Herluin.
Le siège archiépiscopal de Rouen lui aurait été proposé en 1067, mais il refuse la position. Il effectue un voyage à Rome pour obtenir du pape le transfert de Jean d'Ivry à Rouen.
Il reçoit pour l'abbaye une bulle d'exemption du pape Alexandre II le 14 janvier 1068.

### Archevêque de Cantorbéry
Après son couronnement en 1066, Guillaume le Conquérant entreprend la réforme de l'Église d'Angleterre. En 1070, Guillaume fait déposer l'archevêque de Cantorbéry, Stigand, par le concile de Winchester, sous le prétexte de simonie. Guillaume désigne le 15 août 1070 Lanfranc pour le remplacer. Il est consacré le 29 août et reçoit le pallium en 1071 des mains de son ancien élève, Alexandre II. Son épiscopat est marqué par le compromis dans la lutte de pouvoir entre princes et papauté ainsi que par la concurrence de l'archevêché d'York, qui prétend également à la primatie.
En 1075, il rend au Conquérant son plus grand service politique. Il lui révèle une conspiration formée par Raoul de Gaël, le comte de Norfolk, et Roger de Breteuil, comte d'Hereford. Waltheof, comte de Huntingdon, Northampton et Northumbrie qui avait fait serment de silence, le lui avait confessé. Lanfranc pressa Roger de Breteuil de faire de nouveau allégeance, et finalement l'excommunia lui et ses complices. Il prévient ensuite Guillaume, qui était en Normandie.
Il intercéda pour la vie de Waltheof, qui était probablement innocent, ne voulant pas qu'il fût exécuté pour la faute des autres, mais il échoua à convaincre Guillaume.

## Hommages

### Éditions de la correspondance
On doit à Luc d'Achery, qui en 1648 venait de se procurer une copie du XVIe siècle d'un manuscrit du XIIe siècle composé à l’abbaye du Bec, la publication du premier recueil des lettres de l’abbé Lanfranc. Cette édition de la correspondance de Lanfranc devait être réimprimée en 1745 à Venise, puis en 1844 par John Allen Giles (1808–1884) ; ce dernier, disposant de quelques manuscrits supplémentaires, a complété quelques lettres et rectifié l'ordre des documents. Le P. Jacques Paul Migne l'a incluse dans sa Patrologia Latina. Ce n'est qu'en 1961 qu’Helen Clover compila, dans le cadre de sa thèse, une nouvelle édition critique confrontant un cercle beaucoup plus vaste de manuscrits.

### Odonymie
Le nom de Lanfranc a été donné en Normandie à différentes voies :
- rue Lanfranc à Avranches, Le Bec-Hellouin et Caen ;
- square Lanfranc à Bois-Guillaume.